# AD Socorrense
AD Socorrense is een Braziliaanse voetbalclub uit Nossa Senhora do Socorro in de staat Sergipe.

## Geschiedenis
De club werd opgericht in 2005. In 2010 werd de club kampioen in de tweede klasse van het Campeonato Sergipano en promoveerde zo naar de hoogste klasse. Na enkele seizoenen in de middenmoot bereikte de club in 2014 in beide toernooien de tweede fase en speelde de finale van het tweede toernooi, die ze verloren van Confiança. Na nog een vierde plaats in 2015 eindigde de club in 2016 op de laatste plaats en degradeerde. De club nam ook deel aan de Copa do Nordeste 2015 en werd daar laatste in de groepsfase.